# Legio I Germanica
La Legio I Germanica (Primera legión «de Germania») fue una legión romana, que también llevaría temporalmente el sobrenombre de Augusta. Fue creada en el año 48 a. C. por Julio César para luchar en la guerra civil que mantenía con Pompeyo. Después de la rebelión de los bátavos de 70 d. C. los hombres supervivientes fueron incorporados a la séptima legión de Galba, configurando la Legio VII Gemina. Su emblema fue probablemente el toro, como el resto de la legiones del César, a excepción de la V Alaudae.

## ElsigloIa.C.
La Legio I participó en la batalla de Farsalia en el 48 a. C. Tras el asesinato de Julio César fue leal a Augusto.
Entre los años 30 y 16 a. C. fue desplazada a la Hispania Tarraconensis, donde luchó en las guerras cántabras. En un principio también llevó el sobrenombre de "Augusta", pero fue en esta campaña donde, según Dion Casio, tras un enfrentamiento con los cántabros, en 19 a. C., perdió su estandarte, hecho humillante para una legión, por lo que fue duramente castigada y desde entonces en adelante tuvo prohibido llevar el nombre del emperador.
En algún momento durante su estancia en Hispania, sus veteranos, junto con otros de la Legio II Augusta, fueron asentados en la Colonia Iulia Gemela Acci (Guadix, Granada).

## Germania: de Augusto a Nerón
Entre 16 a. C. se traslada a la frontera de Germania, bajo el mando de Druso quedando acuartelada en Moguntiacum (actual Maguncia) protegiendo las fronteras del Rin de las tribus germanas.  En el año 6 formó parte del contingente de ocho legiones que participaron en la campaña de Tiberio contra el rey marcomano Marbod. Entre 7 y 9, junto con la Legio V Alaudae y a las órdenes de Lucio Nonio Asprenas, participó en la campaña de su cuñado, el legado Publio Quintilio Varo. Tras la derrota del Teutoburgo las legiones consiguieron ponerse a salvo en el campamento de Castra Vetera (actual Xanten).
Después de la clades variana, la legión tomó parte en la construcción del campamento de Castra Bonnensia (actual Bonn), quedando acuartelada probablemente en Colonia Agrippina hasta el año 16. Con posterioridad la Legio I Germanica, permanecería acuartelada en Bonna en la Germania Inferior hasta 69.
En 21, la legión fue integrada en una vexillatio a las órdenes del tribuno Publio Torquato Novelio Ático, junto con las legiones V Alaudae, XX Valeria Victrix y XXI Rapax, para aplastar la rebelión de los nobles galos Julio Floro y Julio Sacroviro.
En algún momento de finales de la década de los 50 o comienzos de los 60, Cayo Dilio Vócula, famoso por su participación en la posterior revuelta bátava, fue su tribuno laticlavio.

## El final de la Legión 69-71
En el año de los cuatro emperadores, tras el rechazo por parte de Galba de la ayuda del ejército de Germania, las legiones de la frontera del Rin aclamaron a Vitelio como emperador y marcharon sobre Roma, paso que encabezó Fabio Valente, a la sazón legado de la I Germanica. Sin embargo Vespasiano, nuevo pretendiente a emperador hizo hacer valer su candidatura con la fuerza y derrotó a Vitelio y a su ejército en Italia.
Durante la rebelión bátava del año 70, la Legio I Germanica, junto con la XVI Gallica, acudió a ayudar a las legiones sitiadas en Castra Vetera (Xanten) a las órdenes de Didio Vócula. Sin embargo, las cosas no salieron según el plan previsto y las legiones que iban al rescate fueron finalmente sitiadas y hechas prisioneras, y muchos de sus hombres juraron lealtad al nuevo Imperio Gálico del batavio Iulius Civilis.
Cuando Quinto Petilio Cerial, enviado a la zona por Vespasiano, llegó a Germania, aceptó la vuelta a las banderas romanas de estos soldados, impidiendo a sus propios soldados que los vejasen por haber cometido un delito de alta traición, para poder utilizar sus servicios en la campaña que condujo a la derrota de Civilis. Sin embargo, terminadas las operaciones, Vespasiano decidió que el nombre de estas legiones debía desaparecer, para lo cual procedió a licenciar ignominiosamente a parte de sus soldados y al resto los humilló incorporándolos a legiones nuevas. En el caso de la Legio I Germanica, sus hombres fueron integrados con los efectivos restantes de la legión VII de Galba, creándose la nueva Legio VII Gemina.